# Rio Ruak
Confluência do Ruak com o Mecom
O rio Ruak (em tailandês:  แม่น้ำรวก) é um rio afluente do rio Mecom, pela sua margem direita. A foz do rio Ruak fica na fronteira Mianmar-Tailândia, frente ao Laos, local conhecido como "Triângulo Dourado", um popular local turístico.
O Ruak nasce nos montes Daen Lao, estado de Shan (Mianmar), e torna-se fronteiriço na confluência com o rio Mae Sai perto do ponto mais setentrional da Tailândia. Segue por meandros até encontrar o Mecom, em Ban Sop Ruak, Tambon Wiang, na província de Chiang Rai. A secção fronteiriça tem 26,75 km de comprimento.